# Heinrich Winter (Autor)
Heinrich Winter (* 17. August 1891 in Neuendorf-Sachsenbande, Kreis Steinburg; † 23. Januar 1960 in Hamburg) war ein deutscher Lehrer und Autor von plattdeutschen und hochdeutschen Kurzgeschichten, Gedichten, Hörspielen, Hörbildern und Hörfolgen.

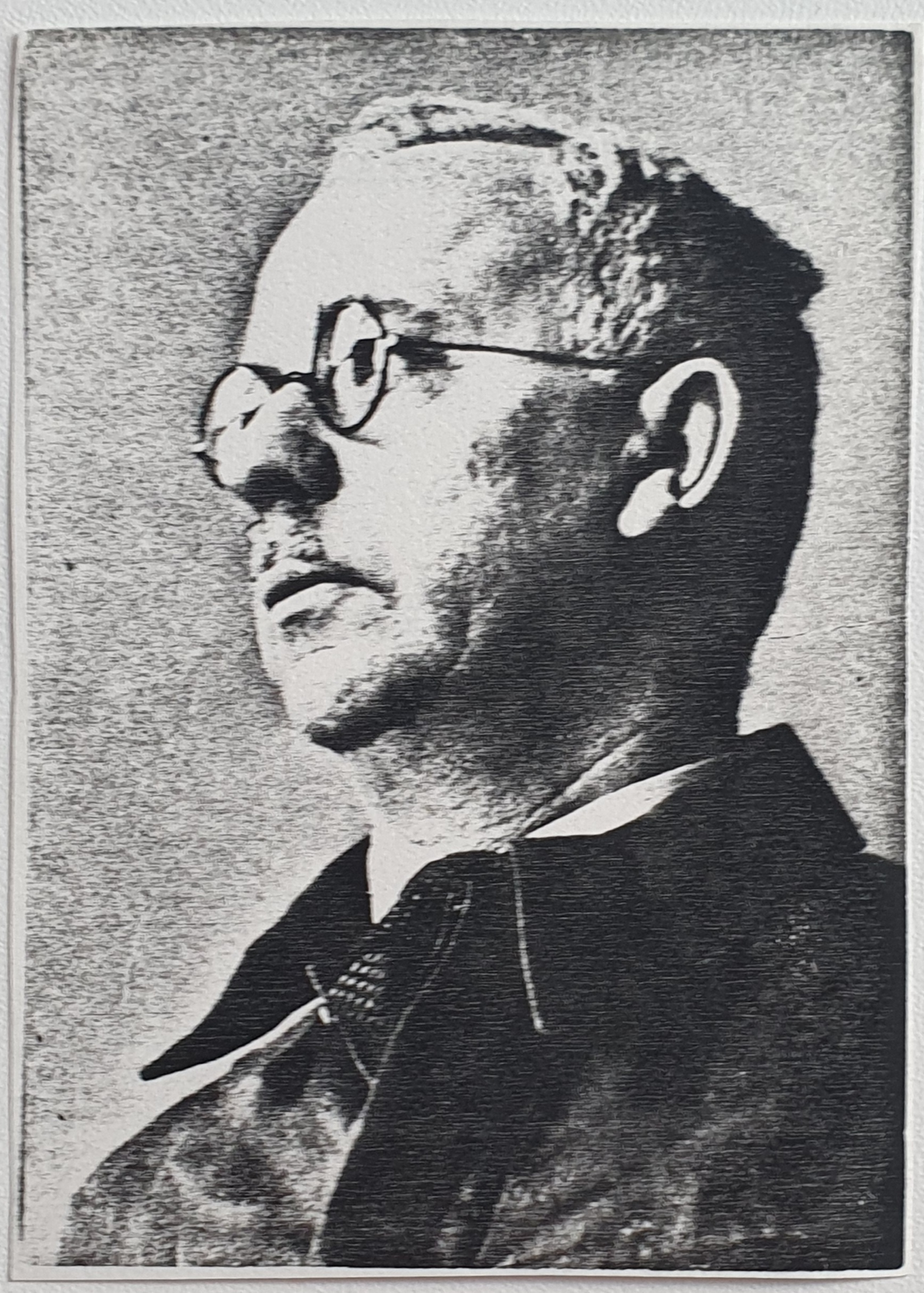

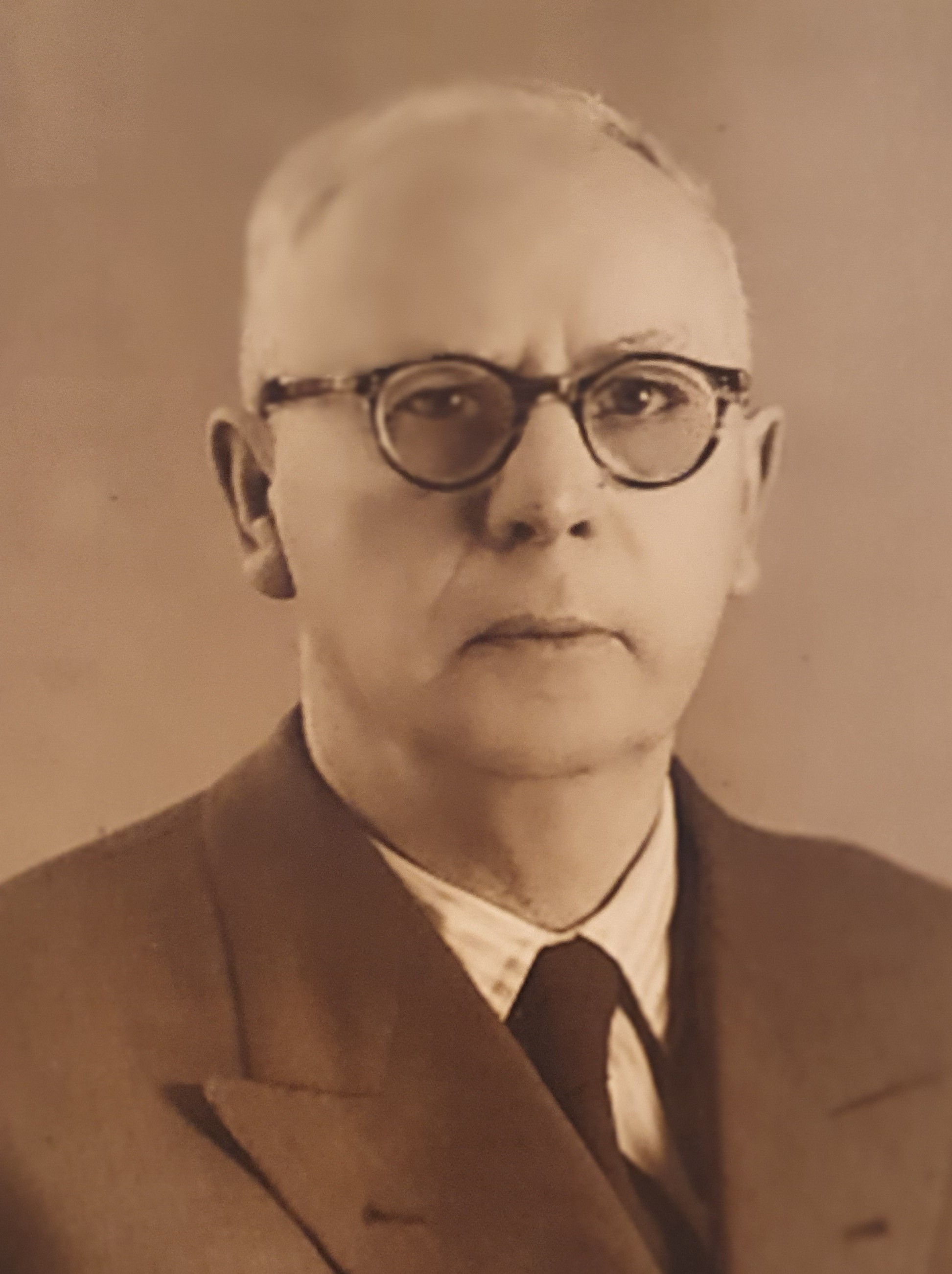

## Leben
Heinrich Winter wuchs als zweitjüngstes Kind unter neun Geschwistern auf. Bereits mit 7 Jahren verlor er seine Mutter. Ihr zu Ehren widmete er eines seiner ersten Werke: „Mien Modder“. Er absolvierte die Volksschule in Kremperheide, die Präparande in Barmstedt und das Lehrerseminar in Bad Segeberg. Ab ca. 1912 arbeitete er als Lehrer an der einklassigen Volksschule in Lokfeld bei Reinfeld. 1913 wurde er zum Militär eingezogen. 1914 war er Frontsoldat in Belgien und Frankreich und wurde mit dem eisernen Kreuz ausgezeichnet. Im Krieg verlor er das erste Glied des rechten Zeigefingers. 1916 wurde er für den Schuldienst entlassen.
1916 war er sodann erster Lehrer und Organist in Schlichting bei Lunden. 1924 wurde er als Hauptlehrer nach Dellstedt, Kreis Norderdithmarschen versetzt, 1930 nach Altona. Ab 1939 als Rektor tätig, zuletzt an der Richard-Dehmel-Schule (heute Gorch-Fock-Schule) in der Karstenstraße 22, Hamburg-Blankenese. 1957 wurde er in den Ruhestand versetzt.

## Werke/Schriften

### Veröffentlichungen
- Lehr- und Stoffplan meiner ländlichen Fortbildungsschule.[5]
- Rechenbuch für ländliche Fortbildungsschulen.[6]
- Diverse volkskundliche und pädagogische Arbeiten in Zeitschriften und Zeitungen.

### Lesehefte
- Halligkinder erzählen von ihrer meerumspülten Heimat, 1951
- Die alte Heimat im Osten, drei Hefte (Kinder aus Pommern, Ostpreußen und Schlesien erzählen von ihrer Heimat), 1956

### Gedichte
Unzählige veröffentlichte und unveröffentlichte Gedichte, u. a.: „De Wiehnachtsappeln“, „En Veerdel Pund Leberwust“ (veröffentlicht beides im Plattdüütsch Wiehnachtsbook, Verlag der Fehrs-Gilde, Hamburg, 1965), „Awend“, „Nebel“, „Öwer De Stoppeln“, „De Tied“, „Buurhus In De Stadt“, „Steen Op`n Karkhoff“, „Dat Nie Huus“, „Hilligawend“, „Göörn An`t Water“, „Uns Jung“, „De Büxentach“, „Wenn`t Doch Bloots Erst so wiet weer“, „Een Jung De Wull Dat Mal Versoken“, „Een Jung De Wull Mal Appeln Klaun“, „Twee Jungs De Harrn Sik Mal Vertörnt“, „Langsam Angaan Laten“, „Hummel“, „De Giezknüppel“, „Miesmaker Un Leewenskünstler“, „Vertöörnt“, „Quarkbüdel“, „Ut Altona“.

### Rundfunk
Plattdeutsche und hochdeutsche Hörspiele und Hörfolgen, plattdeutsche Kurzgeschichten und Gedichte. Eine Auswahl:
- Holthusen kriggt`n nien Lehrer, Hamburg, 1934.
- Dat Footballspeel, ca. 1937.
- De Spitzbartvereen von Schephort-Breiholz, Reichssender Hamburg, 1938.
- Schleswig-Holstein meerumschlungen, deutscher Sitte hohe Wacht, eine Hörfolge zum 100. Geburtstag des schleswig-holsteinischen Freiheitskämpfers Uwe Jens Lornsen, Februar 1938, Reichssender Hamburg.
- Hüter der Ordnung, Hörbilder aus einer Stadt um 1800, Norddeutsche Gleichwelle, ca. 1938.

## Privates
Heinrich Winter wurde geboren als Sohn des Peter Daniel Winter, Dienstknecht, geboren 1849 in Blangenmoor und Catharina Margaretha Winter, geborene von Döhrn, geboren 1849 in Ecklak. Am 5. Dezember 1918 erfolgte in Kitzeberg die Eheschließung mit Erna Gürine Nissen, geboren am 30. Dezember 1895 in Kiel. Aus der Ehe gingen vier Söhne hervor, Uwe, Reimer, Andreas und Rolf. Heinrich Winter war sehr musikalisch und spielte Cello, Orgel und Klavier. 1925 gründete er gemeinsam mit anderen einen Gesangverein in Dellstedt.